# Donbass. Okraina
Donbass. Okraina (ros. Донба́сс. Окра́ина) – rosyjski dramat wojenny w reżyserii Rienata Dawletjarowa. Premiera dla szerokiej publiczności miała miejsce 12 czerwca 2019 roku.

## Fabuła
Fabuła filmu rozgrywa się wokół wydarzeń z sierpnia 2014 roku, kiedy podczas wojny w Donbasie, szukając schronienia przed ostrzałem ze strony Zbrojnych Sił Ukrainy, w jednej z piwnic Marjinki zebrali się zupełnie różni ludzie.

## Obsada
- Gieła Mieschi – Anatolij Tkaczenko, powstaniec DRL
- Jewgienij Michiejew – Andriej Sokołow, żołnierz Sił Zbrojnych Ukrainy
- Siergiej Chołmogorow – Piotr Siergiejewicz Kołosowski
- Uljana Kuroczkina – Tatjana, miejscowa
- Anna Pieskowa – Oksana, uczestnik Euromajdanu
- Jewgienija Małachowa – Natalja, wolontariuszka
- Walentina Popowa – Anna Wasiljewna
- Iwan Niekludow – Wania

## Produkcja
Miejsca do zdjęć filmowcy szukali około sześciu miesięcy, a wybór ostatecznie padł na opuszczone wojskowe miasteczko na Krymie. Spustoszenie miasta odpowiadało atmosferze filmu, zaś ekipa filmowa nie czuła ograniczeń w prowadzeniu prac pirotechnicznych. Sceny uliczne kręcono o świcie, aby skorzystać z optycznych efektów promieni słonecznych tej pory dnia.
Twórcy filmu studiowali materiały fotograficzne i wideo o wydarzeniach na wschodzie Ukrainy. Rienat Dawletjarow poprosił o traktowanie filmu nie jako wypowiedzi politycznej, ale jako opowieści o ludziach uwięzionych w tragicznych okolicznościach. Wydarzenia na wschodzie Ukrainy uważa za wojnę domową i, jak mówi, stara się oświetlić je starannie i delikatnie. Przy czym on sam do premiery filmu terenów pod kontrolą ludowych republik nie odwiedził, ale świadkiem tych wydarzeń był scenarzysta Aleksiej Timoszkin.
Pierwsze projekcje filmu odbyły się jesienią 2018 roku podczas tygodnia kina rosyjskiego w Paryżu oraz na Międzynarodowym Festiwalu Filmowym w Rzymie.

## Odbiór
Korespondent lenty.ru, który odwiedził paryską premierę, pochwalił film, zauważając, że reżyserowi udało się przeniknąć do realiów bytu w strefie działań wojennych i dobrze opisać cierpienie ludzi bez politycznych sporów.
Komentator Rossijskiej Gaziety Dmitrij Sosnowski daje filmowi 3,5 punktów na 5, chwaląc obraz za powściągliwe i staranne omówienie tematu konfliktu oraz dobrą grę aktorską. Krytykując przy tym narracyjną prostoliniowość obrazu i pewne błędy scenariuszowe, nazywa film „zrozumiałym przekazem, adresowanym za linię rozgraniczenia”.
Andriej Fiodorow z portalu Kinoreportior wskazuje, że tematy wojny, polityki i osobistych poglądów w obrazie schodzą na dalszy plan, a człowieczeństwo, sprawy dobrych czy złych uczynków stają się priorytetem. Akcent kładzie się na uniwersalność fabuły, której niektóre sceny z pewnością wywołają gniew, oburzenie i współczucie, niezależnie od czasu i miejsca akcji.
W recenzji dla Kinoafiszy Dienis Wawilin nazywa film szpetnym: kostiumy bohaterów, jego zdaniem, są złe, mowy chaotyczne, konflikt rozmazany, relacje między ludźmi na poziomie postaci z gier komputerowych, wybuchy są tanie, scena walk zbrojnych jednorazowa. Film uważa za nieudolną imitację Eskorty. Jednak pozytywnie ocenia finał obrazu, w którym chłopiec i żołnierz stoją wśród drobnego gruzu, przypominającego rozproszone łuski, podobnie jak ogólny przekaz filmu, który nie popada w propagandę.